# Pericle Patocchi
Pour les articles homonymes, voir Patocchi.
Pericle Patocchi, né le 11 mars 1911 à Lugano et mort le 13 avril 1968 à Loèche-les-Bains, est un écrivain et professeur suisse.

## Biographie
Pericle Patocchi est né à Lugano, de père suisse et de mère italienne d'origine espagnole. Il a fait sa scolarité à Varèse et à Milan, mais à partir de 1926 il a fréquenté le Collège de Sion où il a passé sa maturité. Il a ensuite étudié les sciences sociales à l'université de Genève ainsi que la littérature moderne à l'université de Fribourg. Dans ces deux matières il a rédigé une licence. De 1939 à 1951 il a enseigné la langue et la littérature française à l'école de commerce de Bellinzone, où il avait pour collègue le poète Giorgio Orelli, et, de 1951 jusqu'à sa mort prématurée, au lycée de Lugano.
Il est mort le samedi saint 1968 lors d'une cure à Loèche-les-Bains.

## Changement de langue
Bien que la langue maternelle de Patocchi ait été l'italien, il a décidé, dans les années 1930, d'écrire ses livres de poèmes en français. Il n'a publié qu'une seule œuvre en italien : Nella chiara profondità (1944). Entre 1936 et 1968, dix recueils de poèmes de Patocchi sont parus chez d'importants éditeurs suisses et français. Deux fois, en 1942 et 1960, il a été couronné par un Prix Schiller. En outre, Patocchi a traduit en français le poète et prix Nobel Salvatore Quasimodo avec qui il était lié d'amitié : Poèmes de Salvatore Quasimodo (1963). L’Académie française lui décerne le prix de la langue-française en 1967 pour ses Ouvrages en français.

## Publication
- La Fin des songes, Genève, Éditions Présence 1936
- Les Solitudes de la matière, Fribourg, P.U.F. 1939
- Musiques légères, Lausanne, Éditions Marguerat 1941
- Colombes délivrées, Lausanne, Éditions Marguerat 1942 (Prix Schiller)
- Vingt Poèmes, Scheiwiller, Milan, All'Insegna del Pesce d'Oro 1948, préface de Marcel Raymond
- L'Ennui du bonheur, Paris, Mercure de France 1952
- Gris beau gris, Paris, Éditions Seghers, Paris 1954
- Pure Perte, Paris, Mercure de France 1959 (Prix Schiller)
- Chemin de croix, édition bilingue, Lugano, Giulio Topi 1967, traduction italienne par Salvatore Quasimodo, préface de André Chamson
- Horizon vertical, Lausanne, Éditions de l'Aire/Rencontre, Lausanne 1968
- L'Ennui du bonheur et autres poèmes, Éditions de la Différence, Paris 1993, choix et présentation de Vahé Godel